# Modèle IS/MP
 (mai 2016).
Le modèle IS/MP (Investment–Savings / Monetary–Policy), connu en anglais sous le nom de « three equation model » est un modèle économique créé par le macroéconomiste américain David Romer qui vise à remplacer le modèle IS/LM dans le cadre de l'enseignement. Il se base sur des hypothèses plus réalistes que ce dernier, en ce qui concerne le fonctionnement du marché monétaire.

## Présentation

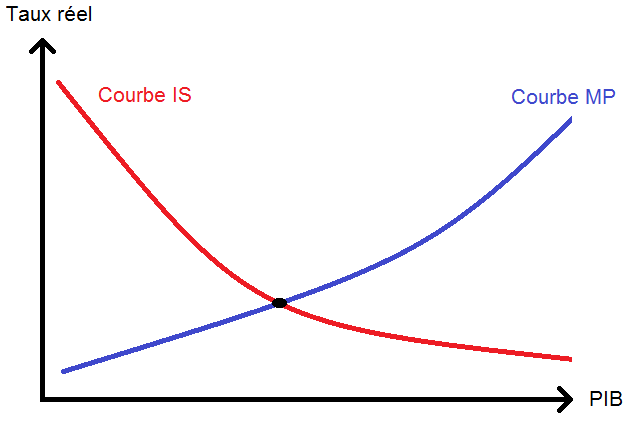
Modèle IS-MP

Ce modèle étudie l'évolution de l'économie à court-terme : il suppose notamment que les prix sont stables, fixes. De plus, le modèle se place en économie fermée : il n'y a ni importations, ni exportations. Enfin, il part du principe que toute offre trouvera sa demande : l'offre agrégée est égale à la demande agrégée. Ces hypothèses sont partagées avec le modèle IS/LM.
Le modèle IS/MP prend en compte deux marchés : le marché des biens et services, sur lequel se vendent des produits, et le marché monétaire, sur lequel les banques se prêtent de la monnaie. Le modèle étudie l'interaction entre le marché monétaire et le marché des biens et services, cette interaction dépendant du taux d'intérêt de la banque centrale. Ces hypothèses permettent d'établir deux courbes, qui donnent le produit intérieur brut d'équilibre sur le marché considéré en fonction du taux d'intérêt :
- une courbe IS qui représente l'équilibre sur le marché des biens ;
- une courbe MP ou LM qui représente l'équilibre sur le marché financier.

### Courbe IS

Courbe IS.

La courbe IS donne le produit intérieur brut obtenu par l'équilibre sur le marché des biens, en fonction du taux d'intérêt. Elle est identique à celle utilisée dans le modèle IS/LM. On obtient cette courbe en partant du principe qu'en économie fermée, le produit intérieur brut est la somme de la consommation, de l'investissement et des dépenses gouvernementales. La consommation et les dépenses gouvernementales sont supposées ne pas varier avec le taux d'intérêt, contrairement à l'investissement. La relation entre taux d'intérêt et investissement est décroissante, ce qui fait que la courbe IS l'est aussi.

### Courbe MP
Le modèle IS/MP diffère radicalement du modèle IS/LM par sa modélisation du marché monétaire. IS/LM part du principe que la banque centrale contrôle l'offre de monnaie, tandis qu'IS/MP suppose que la banque centrale fixe un taux d'intérêt et accepte l'offre de monnaie qui en découle. L'hypothèse d'IS/MP est plus réaliste, la majorité des banques centrales utilisant leur taux directeur comme instrument de politique monétaire, en lieu et place de l'offre de monnaie.
Pour fixer le taux d'intérêt, la banque centrale prend en compte l'inflation et éventuellement le PIB. Pour rendre compte de cet état de fait, le modèle IS/MP réutilise la règle de Taylor. En représentant cette règle sous la forme d'un graphique qui relie PIB et taux d'intérêt, on obtient alors la courbe MP, qui remplace la courbe LM du modèle IS/LM.

### L'équilibre à court-terme
L’équilibre à court-terme est déterminé par l'intersection des courbes IS et MP.

## Extensions
Il est possible d'étendre le modèle IS/MP en ajoutant une courbe de Phillips, afin de rendre compte de la dynamique des prix à moyen et long terme. On peut notamment citer la tentative de Carlin et Soskise. Quelques économistes ont proposé d'introduire ce modèle en remplacement du modèle AS/AD dans l'enseignement.

## Critiques et comparaison avec le modèle IS/LM
Le modèle IS/MP a été critiqué par Mankiw, qui considère qu'il cache beaucoup de choses comparé au modèle IS/LM.